# 卡韋爾峰
46°39′21.6″N 9°01′11.4″E / 46.656000°N 9.019833°E
卡韋爾峰（Piz Cavel），是瑞士的山峰，位於該國東南部，由格勞賓登州負責管轄，屬於勒蓬廷阿爾卑斯山脈的一部分，海拔高度2,946米，每年平均降雨量1,929毫米。

## 外部連結
- Piz Cavel on Hikr （页面存档备份，存于）